# Abolición del mercado
Abolición del mercado o abolicionismo del mercado es una postura y propuesta que afirma que el mercado, en su sentido económico, debe ser eliminado o reducido a un rol poco importante en la sociedad. Esto es lo contrario a lo que ocurre hoy, pues el mercado ocupa un plano central para la asignación de recursos y el flujo de información sobre la producción y el consumo. Los abolicionistas del mercado argumentan que el mercado es moralmente rechazable, antisocial, ineficiente y desperdiciador en la asignación de recursos y en última instancia incompatible con la supervivencia del medio ambiente.
En los diferentes países del mundo la única alternativa significativa a la economía de mercado ha sido la planificación central, tal como se practicaba a principios de la Unión Soviética y en la República Popular China antes de la década de 1990. Otras alternativas se han propuesto para reemplazar a la economía de mercado capitalista. como se propone en la teoría de la economía participativa o parecon, un sistema económico alternativo y opuesto a la planificación central y a la economía de mercado capitalistas vigentes. O un mercado artificial como lo proponen los defensores de la democracia inclusiva y la idea de sustituir una economía del regalo en ciertos sectores por un intercambio de mercancías regulado por el tiempo de trabajo realizado. Estos modelos abolicionistas de mercado aún no se han probado a gran escala en el mundo industrializado moderno.
No obstante, los anarquistas creen que los métodos organizativos alternativos se han implementado con éxito durante cortos períodos de tiempo, a saber, las primeras etapas de la revolución rusa antes de que la tomaran los bolcheviques y la revolución española antes de que fuera tomada y aplastada por la alianza de liberales y marxistas-leninistas.

## Argumentos contra los mercados
Dentro del socialismo se ha analizado desde el siglo XIX como los mercados son incompatibles con la provisión de necesidades básicas para todos, tienden al desperdicio de recursos y los colocan siguiendo la lógica de ganancia y provocan la conflictividad social debido a su lógica de competencia. Estas críticas ya estaban presentes en socialistas pioneros como Charles Fourier y Henri de Saint-Simon. Fourier en sus críticas de lo que llamaba el «comercio» denunciaba la influencia maligna de los intermediarios comerciantes en la producción y el consumo al introducir sus intereses sobre los de los productores y consumidores. Daba ejemplos como cuando se dejaba pudrir alimentos perecibles o se escondía productos a veces de primera necesidad por parte de productores y comerciantes para especular con los precios y subirlos para su ventaja. Así mismo afirmaba como este sistema desprotegía a los consumidores y los alejaba de los productores.
Karl Marx, por ejemplo, afirmaba que los mercados en las condiciones actuales a la larga necesariamente tienden a la concentración de riqueza en pocas manos y así esto significa la desposesión de otros. La lógica de competencia causaría esto dado que necesariamente unos ganan y otros pierden y así se aumenta las diferencias. Esta crítica la realizaba al analizar las condiciones del mercado del siglo XIX sobre todo para refutar el punto de vista del liberalismo clásico que cree en la posibilidad de un equilibrio espontáneo provocado por fuerzas autorreguladoras. La razón de ganancia individual obvia las necesidades sociales de equilibrio de los mercados y muy bien puede decidir aprovechar cualquier ventaja que este a su alcance sobre su competidor para aumentar su poder. En todo caso Marx no critica en ninguna parte el mercado en sí, sino el mercado capitalista, que para él es un mercado de competencia imperfecta; del mismo modo no existe en su obra un alegato a favor de la economía planificada.
Recientemente el anarquista estadounidense Michael Albert ha dicho lo siguiente sobre los mercados:

El mercado consiste en compradores y vendedores que se encuentran, y cada uno intenta maximar su beneficio. En cualquier transacción comprador y vendedor compiten por comprar barato y vender caro. Para que uno consiga más, el otro tiene que conseguir menos. Aquellos que se ven afectados por la transacción, pero no participan directamente como compradores o vendedores, no pueden decir nada. La contaminación y otros efectos sobre los no compradores/no vendedores no sale en la cuenta y no puede influir en la transacción. Incluso cuando los mercados funcionan de manera óptima, los participantes se vuelven individualistas. Sus motivos y el desarrollo de sus preferencias se encaminan hacia el egoísmo. No debe sorprender el dicho "los chicos buenos llegan en último lugar". Las tasas de cambio [los precios] ignoran los efectos sociales y externos y por lo tanto no representan los verdaderos costes sociales. Y surge una división de clases entre los pocos que monopolizan las habilidades de toma de decisiones, las oportunidades y la información, y un grupo mucho mayor, sin poder y desencantado, alejado de la toma de decisiones. Llamamos al primer grupo coordinadores: mandan en la economía. El segundo grupo son los trabajadores: obedecen órdenes.

De estas y otras formas el mercado hace que la gente limite el bienestar de otros, que se homogenicen los gustos dentro de cada clase, que se reduzca toda la actividad a lo que es monetario, que se remunere el poder o la productividad hasta el punto de tener diferenciales grotescos de ingresos y riqueza, y que se asigne un poder desproporcionado a una clase que monopoliza el acceso a la toma de decisiones a la expensa de la mayoría, que simplemente obedece órdenes.
Michael Albert, Asignación participativa

Asimismo, dentro del socialismo desde sus inicios ha existido distintas propuestas de socialismo de mercado en las cuales se busca combinar la participación o la propiedad de los trabajadores en las empresas con la competencia entre ellas y en esta forma conservar al mercado. En su libro Against the market («Contra el mercado») el canadiense David McNally responsabilizó la crisis y el colapso del modelo yugoslavo de socialismo de mercado no al control obrero sino a la persistencia del mercado. Así pues:

Uno puede ver algunos de estos efectos en el caso de la economía yugoslava de los 1960, 1970 y 1980. Yugoslavia era el Estado estalinista que más seriamente trato de coordinar los elementos de la participación de los trabajadores en la empresa con la regulación del mercado. Y los resultados fueron enteramente consistentes con el análisis que hemos presentado: tendencias inherentes hacia el desempleo (parcialmente aliviado por un tiempo por la emigración), inflación, el aumento de la desigualdad social, y la concentración y centralización del capital. El caso yugoslavo demuestra que la regulación del mercado impone sus propios imperativos en la empresa irrespectivamente de su estructura de propiedad o el grado de control obrero (que en el caso yugoslavo era a veces exagerado por algunos).
David McNally, Against the Market, 1993, p.182,

## Alternativas a los mercados
Existirían varias alternativas al dominio del mercado en la sociedad. Por un lado esta la propuesta de desconexión de mercados globales o superiores hacia una producción más planteada para el consumo local o mercados pequeños menos capitalistas o no capitalistas. Aquí podemos considerar la propuesta de Samir Amin de la desconexión en su libro La desconexión de 1988 en la cual se plantea para los países del Sur la necesidad de escapar los mecanismos de creación de desigualdad del mercado capitalista global por medio de la opción política de adquirir valores y objetivos propios que van en dirección inversa a los que plantea el mercado global. Esto en tanto implica el desconectarse del mercado global en un acto de soberanía.
La alternativa que siguió el régimen del socialismo real de países como la URSS o el bloque del Comecon es la de la planificación centralizada. Aquí se decidió asignar recursos y procesar la información de la producción y el consumo desde élites tecnocráticas con una estructura altamente centralizada y piramidal.
En oposición a esta se ha planteado desde el siglo XIX en el socialismo la opción de la planificación participativa y desde abajo hacia arriba, o sea lo opuesto al modelo de la URSS. Esto se realizaría por medio de estructuras políticas y económicas dentro del federalismo o la estructura en red. Lo que se plantea es la conjunción de la política con la economía. Los organismos a cargo de estas funciones serían cosas como consejos de consumidores, consejos de productores y gremios todo esto en estructuras asamblearias y de participación cotidiana constante bajo el principio de libre asociación y control local de los recursos por las personas que viven en el área donde estos se encuentran. En esta línea han elaborado proyectos como el anarcocomunismo, el comunismo consejista, el autonomismo y algunas formas de ecologismo radical.
Otra alternativa en consonancia con las ideas del comunismo anarquista y el ecologismo radical es la democracia inclusiva de takis fotopoulos, propuesta que combina las ideas de democracia política directa con la posesión de los medios de producción y la producción de recursos planificada en asambleas, y un mercado artificial minoritario. También existen propuestas de planificación que no se oponen necesariamente al sistema de precios. 
Una propuesta profunda en esta línea es la contemporánea de Michael Albert conocida como economía participativa. En mucho recoge pensamientos dentro del socialismo histórico y los condensa. Así:

Entonces, ¿qué alternativa hay?. Bueno, ¿por qué no podrían los trabajadores de las diversas empresas e industrias, junto con los consumidores de los diversos barrios y regiones, coordinar sus deseos conjuntamente, de forma consciente, democrática, equitativa y eficiente? ¿Por qué no podrían asociaciones de consumidores y de trabajadores proponer lo que quieren hacer e ir revisando sus propuestas al conocer más sobre el impacto de sus deseos en los demás? ¿Qué hay de imposible en un proceso de planificación social, en múltiples pasos, en que los trabajadores aprueben las propuestas de producción sólo cuando en vista de una información cualitativa completa y valoraciones precisas, estén convencidos de que las propuestas son socialmente eficientes, y en que los consumidores aprueben las propuestas de consumo sólo cuando en vista de una información completa estén convencidos de que las demandas no son socialmente abusivas? En otras palabras, ¿Qué hay de imposible en que productores y consumidores asociados trabajen juntos en planificar sus actividades relacionadas sin los efectos debilitadores del mercado o la planificación central?
Michael Albert, Asignación participativa. Octavo ensayo en la serie "Un movimiento por una economía participativa"

## Críticas de mercado
Los economistas centrados en el mercado, como los de la Escuela de Viena, sostienen que si el mercado es eliminado junto con los bienes privados, entonces los precios, los salarios y, a continuación, el modo de transmisión de información se elimina. Lo que dará como resultado es un sistema altamente ineficiente para transmitir el valor, la oferta, la demanda, de bienes, servicios, recursos, junto con una eliminación de la modalidad más eficiente de las transacciones del mercado.
Los anarquistas de mercado, sostienen que una economía de mercado propiamente libre sin restricciones monopólicas, potencia con mayor eficiencia la posibilidad de lograr una economía popular que beneficie a la mayoría, sin necesidad ni de dirigir los procesos ni de proyectos sociales complejos. Esto porque entienden el laissez faire como aplicación de los conceptos de autoorganización y orden espontáneo, es decir, la anarquía.
Todos ellos argumentan la imposibilidad técnica de eliminar los intercambios y la propiedad de forma absoluta, por lo que las alternativas al mercado lucrativo sólo serían viables en la práctica como economías de mercados sociales, es decir un cambio voluntario profundo en la razón social y organización de los mercados mas no una abolición propiamente dicha.
No obstante, se podría argumentar qué los errores de la información se deben al grado de centralización en la actividad económica tal como fue planteado originalmente en el debate del cálculo económico en el socialismo. y que no habría necesidad de salario, dinero o transacciones si se obtiene un grado de descentralización similar al de las economías de mercado. Los anarco comunistas en general argumentan que es el estado el que defiende la propiedad privada por medio del monopolio de la violencia, colectivizandose en caso de existir la anarquía. «La anarquía lleva al comunismo, y el comunismo lleva a la anarquía» dijo Piotr Kropotkin, uno de los teóricos anarquistas más importantes de la tradición histórica del anarquismo. 